# Un vârcolac american la Londra
Un vârcolac american la Londra  (titlu original: An American Werewolf in London) este un film de groază americano-britanic  din 1981. Este scris și regizat de John Landis. Rolurile principale au fost interpretate de actorii David Naughton, Jenny Agutter și Griffin Dunne. A primit Premiul Saturn pentru cel mai bun film de groază.

## Distribuție
- David Naughton - David Kessler
- Jenny Agutter - Nurse Alex Price
- Griffin Dunne - Jack Goodman
- John Woodvine - Dr. J.S. Hirsch
- Lila Kaye - Barmaid
- Frank Oz - Mr. Collins
- John Landis - Man smashed in window (uncredited)
- David Schofield - Dart Player
- Brian Glover - Chess Player
- Rik Mayall - 2nd Chess Player
- Don McKillop - Inspector Villiers
- Paul Kember - Sergeant McManus
- Michael Carter - Gerald Bringsley
- Will Leighton - Joseph
- Frank Singuineau - Ted
- Sydney Bromley - Alf
- Albert Moses - Hospital Porter
- Elizabeth Bradley - Woman at Zoo
- Alan Ford - Taxi Driver
- Christine Hargreaves - Ticket Lady
- Linzi Drew - Brenda Bristols